# Lothar Hahn (Fußballspieler)
Lothar Hahn (* 8. November 1947) war Fußballspieler in der DDR-Oberliga, der höchsten ostdeutschen Fußballklasse. Dort spielte er für den FC Hansa Rostock. Er ist zwölffacher DDR-Nachwuchsnationalspieler.

## Sportlicher Werdegang
Lothar Hahn spielte bis zu seinem 19. Lebensjahr bei der BSG Nord Torgelow. Dort spielte er zuletzt im Männerbereich in der drittklassigen Bezirksliga Neubrandenburg. 1967 wechselte Hahn zur BSG Einheit Greifswald in die Bezirksliga Rostock. Die Greifswalder hatten bis 1966 viele Jahre in der zweitklassigen DDR-Liga gespielt und befanden sich im Neuaufbau. Mit der neuen Mannschaft strebte die BSG Einheit in der Saison 1967/68 den Wiederaufstieg an, der schließlich mit dem souveränen Gewinn der Bezirksmeisterschaft und dem erfolgreichen Abschneiden in den Aufstiegsspielen erreicht wurde. Dabei war der 20-jährige Hahn eine wichtige Stütze der Mannschaft, hinter seinen Mannschaftskameraden Tolsdorf und Czichowski wurde er mit 20 Treffern drittbester Torschütze in der Bezirksliga. Auch in seiner ersten DDR-Liga-Saison 1968/69 zählte Hahn zu den Stammspielern, er bestritt 29 der 30 Punktspiele, in der Regel als Mittelstürmer. In der höheren Spielklasse fiel ihm jedoch das Toreschießen schwerer, aber mit seinen sechs Toren war er erneut drittbester Schütze seiner Mannschaft. Sein Talent blieb auch den Auswahlverantwortlichen des DDR-Fußballs nicht verborgen. Noch zum Ende der Saison wurde Hahn am 10. April 1969 zum ersten Mal in der Nachwuchs-Nationalmannschaft eingesetzt. Im Laufe seiner Karriere absolvierte er bis 1971 insgesamt zwölf Länderspiele mit der Nachwuchsauswahl.
Damit wurde Hahn auch für den Oberligisten FC Hansa Rostock, dem Fußballschwerpunkt der Region, interessant. Im Sommer 1969 veranlasste der FC den Wechsel nach Rostock. Hahn wurde von Saisonbeginn an sofort in der Oberligamannschaft eingesetzt und übernahm die Position des Linksaußenstürmers. In seiner ersten Oberligasaison bestritt er 21 der 26 Punktspiele. Sein erstes Tor für Rostock erzielte er bereits am 3. Spieltag, kam im Laufe der Spielzeit jedoch nur auf insgesamt zwei Treffer. Ein Jahr später, in der Saison 1970/71, war er, nachdem er in allen Punktspielen eingesetzt worden war, mit neun Toren bereits bester Hansa-Schütze und belegte in der Oberliga-Torschützenliste Platz 7. In den beiden folgenden Jahren kam Hahn verletzungsbedingt weniger erfolgreich zum Zuge. Erst 1973/74 gehörte er mit 23 Punktspielen wieder zum Stamm der Oberligamannschaft und war mit sieben Toren nach Joachim Streich (14) zweitbester Torschütze. 1975/76 hatte die gesamte Hansa-Mannschaft Ladehemmung, Hahn kam nur auf einen Treffer. Mit nur 29 Toren in 26 Spielen musste der FC Hansa in die DDR-Liga absteigen. Der Wiederaufstieg gelang umgehend, Hahn war an den 30 Spielen mit zehn Einsätzen und drei Toren beteiligt. In seiner letzten Oberligasaison 1976/77 bestritt Hahn nur noch drei Punktspiele und blieb ohne Torerfolg. Am Saisonende stieg Hansa Rostock erneut ab und Hahn beendete 29-jährig seine Laufbahn als Hochleistungssportler.
Ab 1980 war Lothar Hahn Trainer im Nachwuchsbereich des FC Hansa Rostock. Als sich der FC wegen der veränderten wirtschaftlichen Verhältnisse infolge der deutschen Wiedervereinigung neu strukturieren musste, wurde Hahn als Trainer entlassen. Anschließend war er für kurze Zeit Talentesichter beim Hamburger SV.